# Подільська сільська рада (Баришівський район)
| Подільська сільська рада — колишній орган місцевого самоврядування у Баришівському районі Київської області з адміністративним центром у с. Поділля. Історична дата утворення: в 1947 році. Водоймища на території, підпорядкованій даній раді: Річка Альта. Сільській раді підпорядковані населені пункти: - с. Поділля - с. Мала Тарасівка |

## Склад ради
Рада складається з 14 депутатів та голови.

### Керівний склад ради
| ПІБ                             | Основні відомості                                                                  | Дата обрання | Дата звільнення |
| ------------------------------- | ---------------------------------------------------------------------------------- | ------------ | --------------- |
| Бондаренко Володимир Григорович | Сільський голова, 1955 року народження, освіта, член Соціалістичної партії України | 26.03.2006   | 31.10.2010      |
| Бойко Павло Михайлович          | Сільський голова, 1958 року народження, освіта вища, член Партії Зелених України   | 31.10.2010   |                 |

Примітка: таблиця складена за даними джерела

## Населення
Згідно з переписом УРСР 1989 року чисельність наявного населення сільської ради становила 1676 осіб, з яких 712 чоловіків та 964 жінки.
За переписом населення України 2001 року в сільській раді мешкало 980 осіб.

### Мова
Розподіл населення за рідною мовою за даними перепису 2001 року:
| Мова       | Відсоток |
| ---------- | -------- |
| українська | 98,58 %  |
| російська  | 0,71 %   |
| вірменська | 0,51 %   |
| інші       | 0,20 %   |